# نقطة النهاية البديلة

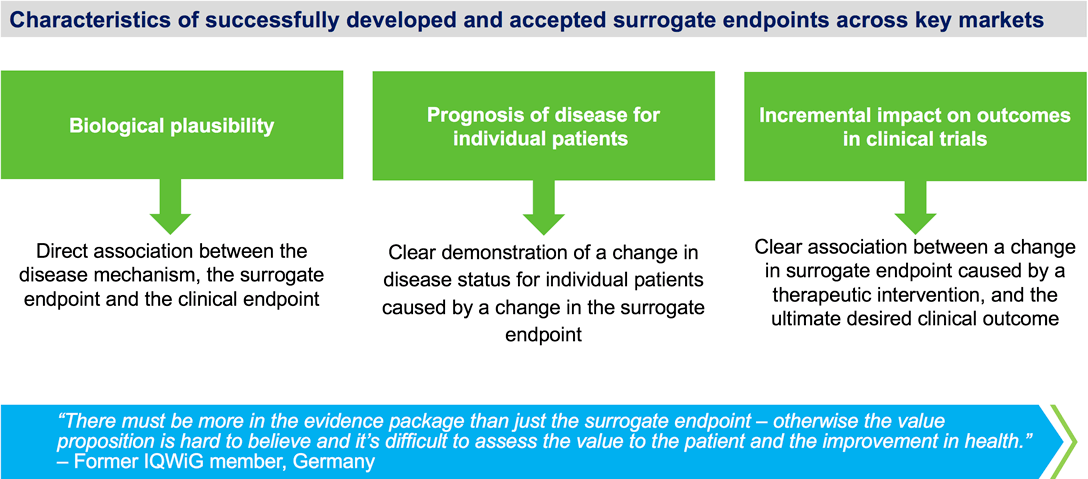
نقطة النهاية البديلة

في التجارب السريرية، تعتبر نقطة النهاية البديلة (أو علامة بديلة) مقياسًا لتأثير علاج معين قد يرتبط بنقطة نهاية سريرية حقيقية ولكن ليس بالضرورة أن يكون له علاقة مضمونة. تُعرِّف المعاهد الوطنية للصحة (الولايات المتحدة الأمريكية) نقطة النهاية البديلة بأنها «علامة بيولوجية تهدف إلى استبدال نقطة نهاية إكلينيكية».
تُستخدم العلامات البديلة عندما تكون نقطة النهاية الأولية غير مرغوب فيها (على سبيل المثال، الموت)، أو عندما يكون عدد الأحداث صغيرًا جدًا، مما يجعل من غير العملي إجراء تجربة سريرية لجمع عدد ذي دلالة إحصائية من نقاط النهاية. وFDA والهيئات التنظيمية الأخرى في كثير من الأحيان قبول أدلة من التجارب السريرية التي تظهر فائدة سريرية مباشرة إلى علامات بديلة.
يمكن الحصول على نقاط النهاية البديلة من خلال طرق مختلفة، مثل الدرجات السلوكية أو المعرفية، أو المؤشرات الحيوية من تخطيط كهربية الدماغ (qEEG) أو التصوير بالرنين المغناطيسي أو التصوير المقطعي بالإصدار البوزيتروني أو المؤشرات الحيوية الكيميائية الحيوية.

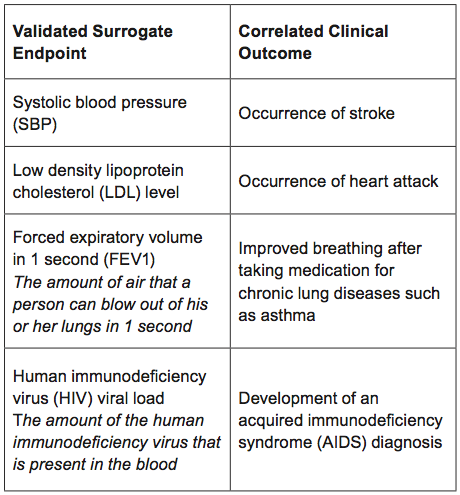
نقطة النهاية البديلة

المترابط لا يصنع بديلا. من المفاهيم الخاطئة الشائعة أنه إذا كانت النتيجة مرتبطة (أي مرتبطة بالنتيجة السريرية الحقيقية) فيمكن استخدامها كنقطة نهاية بديلة صالحة (أي استبدال النتيجة السريرية الحقيقية). ومع ذلك، فإن التبرير المناسب لمثل هذا الاستبدال يتطلب أن يتنبأ تأثير التدخل على نقطة النهاية البديلة بالتأثير على النتيجة السريرية - وهي حالة أقوى بكثير من الارتباط.  في هذا السياق، يتم استخدام مصطلح معايير برنتيس. In this context, the term Prentice criteria is used.
لا ينبغي استخدام المصطلح «بديل» في وصف نقاط النهاية. وبدلاً من ذلك، يجب صياغة أوصاف النتائج والتفسيرات بمصطلحات تحدد الطبيعة المحددة وفئة المتغير الذي تم تقييمه.
نقطة النهاية البديلة للتجربة السريرية هي قياس معمل أو علامة مادية تُستخدم كبديل لنقطة نهاية ذات مغزى سريريًا تقيس بشكل مباشر كيف يشعر المريض أو يعمل أو يعيش. من المتوقع أن تعكس التغييرات التي يسببها العلاج على نقطة نهاية بديلة التغييرات في نقطة نهاية ذات مغزى سريريًا.

## أمثلة في أمراض القلب والأوعية الدموية
مثال شائع الاستخدام هو الكوليسترول. في حين أن ارتفاع مستويات الكوليسترول في الدم يزيد من احتمالية الإصابة بأمراض القلب، فإن العلاقة ليست خطية - فالكثير من الأشخاص الذين يعانون من الكوليسترول الطبيعي يصابون بأمراض القلب، والكثير من المصابين بارتفاع الكوليسترول لا يصابون بذلك. «الموت من أمراض القلب» هو نقطة النهاية للاهتمام، ولكن «الكوليسترول» هو العلامة البديلة. قد تظهر تجربة سريرية أن عقارًا معينًا (على سبيل المثال، سيمفاستاتين (زوكور)) فعال في تقليل الكوليسترول، دون أن يظهر بشكل مباشر أن سيمفاستاتين يمنع الموت. تم تقديم دليل على فعالية Zocor في الحد من أمراض القلب والأوعية الدموية بعد خمس سنوات فقط من تقديمه الأصلي، ثم للوقاية الثانوية فقط.  في حالة أخرى، تم اتهام آسترازينيكا بتسويق الرسيوفاستاتين (Crestor) دون تقديم بيانات نهائية صلبة، بالاعتماد بدلاً من ذلك على نقاط نهاية بديلة. ردت الشركة بأن رسيوفاستاتين قد تم اختباره على مجموعات أكبر من المرضى أكثر من أي دواء آخر في الفئة، وأن آثاره يجب أن تكون مماثلة للستاتينات الأخرى.

## أمثلة في مرض السرطان
يعد التقدم المجاني للبقاء على قيد الحياة مثالًا بارزًا في سياقات علم الأورام. هناك أمثلة على أدوية السرطان التي تمت الموافقة عليها على أساس البقاء على قيد الحياة الخالية من التقدم والتي فشلت في إظهار التحسينات اللاحقة في البقاء الكلي في الدراسات اللاحقة. في سرطان الثدي، حصل بيفاسيزوماب (أكاستين) في البداية على موافقة من إدارة الغذاء والدواء، ولكن بعد ذلك تم إلغاء ترخيصه.  قد تقدم نقاط النهاية البديلة الأكثر تركيزًا على المريض بديلاً أكثر أهمية مثل أداة العلاج الشاملة.

## نقد
كان هناك عدد من الحالات التي استخدمت فيها الدراسات التي تستخدم علامات بديلة لإظهار الفائدة من علاج معين، ولكن في وقت لاحق، لم تظهر دراسة متكررة تبحث في نقاط النهاية أي فائدة، أو حتى أظهرت ضررًا.